# Уитмен, Чарльз
Чарльз Джозеф Уитмен (24 июня 1941, Лэйк-Уэрт, Флорида, США — 1 августа 1966, Остин, Техас) — американский массовый убийца, известный также как «Техасский снайпер». 1 августа 1966 года забаррикадировался на самом верху 28-этажной башни Техасского университета и в течение 96 минут стрелял из Remington Model 700 по людям на улице. В ходе обстрела Уитменом было убито 14 и ранено 32 человека. Это случилось вскоре после того, как Уитмен убил своих жену и мать в их домах. В итоге полицейские пробрались в башню, откуда шла стрельба, и в результате короткой перестрелки ликвидировали стрелка.

## Ранние годы
Чарльз Джозеф Уитмен, выходец из среднего класса, родился в зажиточной семье успешного бизнесмена Чарльза А. Уитмена, в городе Лэйк-Уэрт, штат Флорида, 24 июня 1941 года. Он был старшим из трёх братьев в семье.
Ребёнком Чарльз был необычайно умён (в возрасте шести лет в тесте по определению уровня IQ он набрал 138 баллов). В течение пяти лет Чарльз брал уроки игры на пианино. По словам соседей, Чарльз с ранних лет был страстно увлечён огнестрельным оружием. Отец Уитмена обладал внушительной оружейной коллекцией и обучил всех своих сыновей стрельбе, обращению с оружием и уходу за ним. Также Чарльз увлекался охотой и азартными играми. По словам его отца, «уже в 16 лет Чарльз мог выколоть глаз белке». До техасского происшествия Уитмен никогда не имел проблем с законом в части, касающейся огнестрельного оружия.
Все трое братьев в детстве были церковными служками. Уитмен сам выбрал для себя имя Джозеф на конфирмации.
В 12-летнем возрасте, к удовольствию своего отца, Чарльз был удостоен высшей бойскаутской награды Eagle Scout.
Он был одним из самых юных и одним из первых удостоенных этой награды в Лэйк-Уэрте.
6 июля 1959 года Уитмен, против воли своего отца, записался добровольцем в морскую пехоту США.
Пока Чарльз на поезде направлялся в учебную часть на Пэррис-Айленде, его отец сделал несколько звонков «своим друзьям в федеральном правительстве» в попытке освободить Чарльза от военной службы, но не смог добиться этого.
Отслужив в морской пехоте, 15 сентября 1961 года Уитмен, пользуясь полученной им благодаря службе стипендии, поступил в Техасский университет на специальность машиностроение. Его хобби на тот момент: карате, ныряние с аквалангом, охота. Увлечение охотой привело к неприятностям. Уитмен застрелил оленя и притащил тушу для освежевания в душевую в студенческом общежитии. Этот инцидент, вместе с плохими результатами в учёбе, привел к отзыву стипендии. Продолжить учёбу Уитмен не смог.
В августе 1962 года Чарльз Уитмен женился на Кэтлин Франсис Лайснер. Свадьбу сыграли в родном городе Кэтлин Нидвилле, в штате Техас. Браком молодых сочетал отец Ледюк, давний друг семьи Уитменов.
В этом же году Уитмен вернулся в морскую пехоту, где дослужился до звания младшего капрала, но уже в ноябре за участие в подпольных азартных играх и ростовщичестве был приговорён военным судом к 30-ти суткам гауптвахты и 90 дням тяжёлых работ, а также разжалован в рядовые.
В декабре 1964 года Уитмен был уволен из армии и вернулся к обучению в Техасском университете, но уже на программу архитектурного проектирования. Из-за отсутствия прежней стипендии Уитмен был вынужден устроиться на работу сборщиком счетов в компанию Standard Finance.
Позже он работал банковским служащим в банке Austin National. В 1965 году временно работал инспектором в Central Freight Lines.
Также на общественных началах работал вожатым в Остинской бойскаутской бригаде, пока его жена Кэтлин работала учительницей биологии в школе им. Сиднея Ланье.

## За день до обстрела
За день до обстрела Уитмен забрал свою жену с её летней подработки телефонисткой, для того чтобы к обеду вместе с ней пойти навестить свою мать в кафетерии Wyatt рядом с кампусом, где та работала.
Около 4 часов вечера они пошли навестить своих друзей, Джона и Фрэн Морган, которые жили по соседству с ними. У Морганов они остались до 17:50, после чего Кэти нужно было пойти на ночную смену (18:00-22:00). В 18:45 Уитмен начал печатать свою предсмертную записку, в которой, в числе прочего, говорилось:
Я не могу понять до конца, что вынуждает меня печатать это письмо. Может, это нужно для того, чтобы оставить хоть какое-то объяснение недавно совершённым мною действиям. Я не вполне понимаю себя в последнее время. Я вроде бы должен быть обычным благоразумным и рассудительным молодым человеком. Однако с недавних пор (я не могу с точностью определить, когда это всё началось) я часто становлюсь жертвой странных и иррациональных мыслей. Эти мысли постоянно повторяются, и мне требуются огромные умственные усилия, чтобы сконцентрироваться на полезных и прогрессивных заданиях.
Записка объясняла, что он принял решение убить своих жену и мать, но не говорила ничего о предстоящей атаке на территории университета. Рядом с изложением непонимания своих действий он одновременно объяснял их желанием уберечь жену с матерью от страданий этого мира.
В тот же день, чуть позже полуночи, на 1212 Гуадалупе-стрит он убил свою мать Маргарет — предположительно, лишив её сознания удушьем и после нанеся несколько ножевых ранений в грудь. У её тела, прикрытого листами бумаги, он оставил ещё одну записку, которая, в частности, гласила:
Всем заинтересованным: я только что лишил свою мать жизни. Я очень расстроен, что сделал это. Однако мне кажется, что если на свете существует рай, то она определённо попала туда, и если рая нет, то я смог избавить её от страданий здесь на земле. [..] Я глубоко сожалею, что это был единственный видимый для меня способ, согласно которому я мог прекратить её страдания, но я думаю, что это было к лучшему. Пусть не будет никаких сомнений в том, что я любил эту женщину всем своим сердцем.
Уитмен вернулся после этого к себе домой по адресу 906 Джуэлл-стрит и убил свою жену Кэтлин, также нанеся три ножевых ранения ей в грудь, пока она спала. После этого он прикрыл её тело листами бумаги и рукописно закончил записку, которую начал печатать днём раньше:
Друзья помешали. Пн 01.08.1966, 3:00. ОБЕ МЕРТВЫ. Видится мне, всё выглядит так, будто бы я жестоко убил обоих любимых мною людей. Я всего лишь старался выполнить работу быстро и безболезненно… Если моя страховка жизни всё ещё в силе, то прошу покрыть ею все долги, которые у меня были, а остаток перевести анонимным взносом какой-нибудь организации по исследованию умственных заболеваний. Возможно, исследования смогут предотвратить трагедии, подобные этой, в будущем.
В записках он также просил провести вскрытие своего тела для обнаружения возможных причин, которые могли бы объяснить его действия и головные боли, адресовал несколько записей каждому из своих братьев и своему отцу и оставил инструкции насчёт того, что надо проявить пару фотоплёнок, а щенок Шоци (Schocie) должен быть передан родителям Кэти.
В 5:45 утра 1 августа 1966 года, в понедельник, Уитмен позвонил начальнику Кэтлин в Bell System, чтобы объяснить, что она больна и не сможет в этот день присутствовать на своём дежурстве, а примерно пятью часами позже сделал похожий звонок на работу своей матери.

## Массовый расстрел в Техасском университете
После убийства своей жены он загрузил несколько единиц оружия, а также некоторые нужные ему вещи в большой чемодан и напечатал короткое послание, которое оставил на письменном столе в своем доме. Затем он, дождавшись утра, загрузил чемодан в автомобиль и поехал на нём к ближайшему оружейному магазину, в котором около 9:15 утра также купил несколько единиц оружия и около 600 патронов к ним. После этого убийца направился в сторону Техасского университета. Припарковавшись, Уитмен вместе с чемоданом поднялся на 27-й этаж башни университета, где на одном из балконов принялся готовиться к стрельбе, но вскоре на башню поднялась группа студентов, желающих её осмотреть.
Некоторые из них по случайности заглянули на балкон и увидели Уитмена, который тут же открыл по ним огонь из помпового ружья. Маргарет Лампорт и Марк Габор погибли на месте. В панике все остальные покинули башню, а Чарльз Уитмен забаррикадировался на балконе и принялся стрелять из снайперской винтовки по ничего неподозревающим людям внизу.
Первый выстрел с башни Уитмен произвел примерно в 11:48. Первой его жертвой стала 18-летняя Клэр Уилсон, беременная на поздних сроках. Она выжила, однако пуля Уитмена раздробила голову плоду. Когда пуля пробила ей живот, она закричала.  Её знакомый Томас Экман спросил у неё: «Что случилось?», следующий выстрел Уитмена угодил Томасу в голову, он скончался позже в больнице.

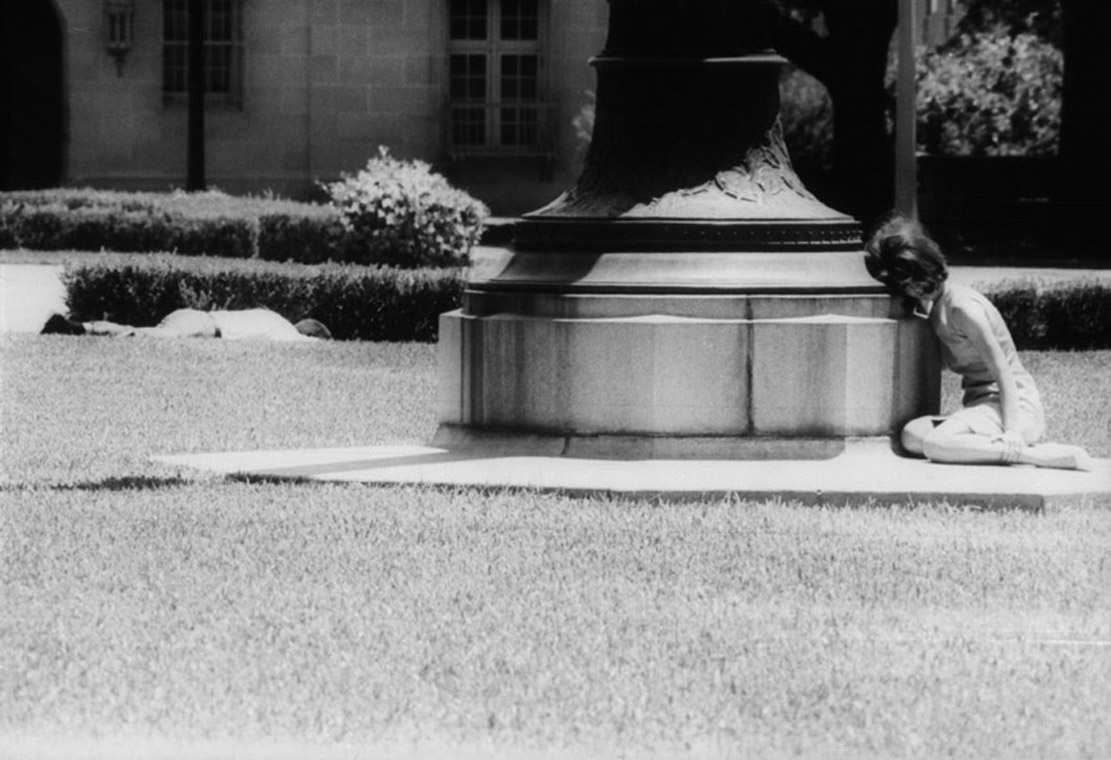

Доктору Роберту Хэмилтону Бойеру пуля попала в спину. Он умер довольно быстро.
Затем в западной стороне от башни возле вычислительного центра был тяжело ранен в грудь 22-летний Томас Эштон, вскоре скончавшийся в больнице Брекенридж.
После чего была тяжело ранена 17-летняя Карен Гриффит; она умерла в больнице неделю спустя.
38-летний докторант и отец шестерых детей Гарри Волчак был убит на месте пулей, попавшей в грудь. Прибывшие полицейские немедленно подверглись мощному обстрелу. Уитмен вел настолько плотный огонь, что первоначально полиция думала, что на башне находятся не менее четырёх снайперов. Некоторые полицейские открыли ответный огонь, но большинство пуль даже не долетало до цели. Офицер полиции Билли Пол Спид был убит при попытке понять, откуда стреляют. Первый полицейский проник внутрь башни лишь спустя час после первых выстрелов, около 12:45.
Всего Уитмен убил 14 человек и ранил 31 за 96 минут. Двое полицейских г. Остин сержант Рамиро Мартинес и патрульный Хьюстон Маккой поднялись на верх здания и застрелили Уитмена.

## Список убитых и раненых Уитменом
Убитые:
- Маргарет Уитмен (мать), убита у себя дома
- Кэйти Уитмен (жена), убита у себя дома во время сна
- Эдна Таунсли (администратор), застрелена
- Маргарет Лампорт, застрелена из дробовика на лестнице
- Марк Габор, застрелен из дробовика на лестнице
- Томас Экман, ранен в голову, умер в больнице
- Роберт Бойер (профессор физики), скончался от ранения в спину
- Томас Эштон (тренер Корпуса Мира), скончался от ранения в грудь
- Томас Карр, скончался от ранения в спину
- Билли Спид (полицейский), скончался от ран в грудь и голову
- Гарри Волчак, застрелен
- Пол Зоннтаг, застрелен в рот
- Клаудия Ратт, была застрелена, когда пыталась помочь Полу Зоннтагу
- Рой Шмидт (электрик), застрелен возле своей машины
- Карен Гриффит, ранена в грудь, через неделю скончалась в больнице
- Нерождённый ребёнок, убит пулей Уитмена, попавшей в живот его матери, Клэр Уилсон

Раненые: Аллен, Джон Скотт; Бедфорд, Билли; Элк, Роланд; Эвдженайдс, Эллен; Эспарса, Авелино; Фостер, Ф. Л.; Фред, Роберт; Габор, Мэри Фрэнсис; Габор, Майкл; Гарсиа, Ирма; Харви, Нэнси; Ганби, Дэвид; Херд, Роберт; Эрнандес, Алекс; Хохманн, Моррис; Хаффман, Дэвро; Келли, Омар Дж.; Кашаб, Абдул; Литтлфилд, Бренда Гэйл; Литтлфилд, Эдриан; Мартинес, Дельо; Мартинес, Марина; Мэттсон, Дэвид; Ортега, Делорес; Паулос, Джанет; Филлипс, Лана; Ровела, Оскар; Сноуден, Билли; Стюарт, Си. А.; Уилсон, Клэр; Уилсон, Сандра; Уилер, Карла Сью.

## Оружие и снаряжение Уитмена
Приведено согласно отчету полиции s:en:File:Very-long-police-report.jpg..
- Оружие
  - Огнестрельное

1. Ремингтон 700, 6 мм, № 149037
2. Дробовик 12-го калибра, ствол укорочен
3. Винтовка Ремингтон 35-го калибра (9-мм охотничий патрон, полуоболочечная пуля), модель 141, с оптическим прицелом; № 1859
4. Карабин М1 калибр .30 carbine (7.62×33); № 69799
5. Револьвер Смит и Вессон 19, калибр .357 Magnum, № K391583
6. Пистолет Люгер 9 мм № 2010
7. Пистолет 6,35 мм Galesi-Brescia[англ.] № 366869

- - Холодное

1. Топорик
2. Мачете Nesco и зеленые ножны для него
3. Молоток Hercules
4. Охотничий нож Camallus с ножнами
5. Большой нож с вырезанными на лезвии инициалами, с ножнами
6. Большой перочинный нож
7. Разводной ключ (25 см)

- Снаряжение

1. Портативный радиоприемник Channel Master 14, AM-FM диапазон (коричневый)
2. Чистая записная книжка Robinson Reminder
3. Белая 16-литровая канистра с водой
4. Красная 16-литровая канистра с бензином
5. Квитанция из магазина Davis Hardware от 1 авг 1966 г.
6. Фонарик на 6 вольт, белый/зеленый и четыре батарейки «C»
7. Нейлоновые и хлопчатобумажные верёвки (разной длины)
8. Пластмассовый компас Wonda-scope
9. Чёрная шариковая ручка Paper Mate[англ.]
10. 2 чехла от ружей, зеленые;
11. Зелёная коробка с приборами для чистки оружия
12. Будильник бренда Gene
13. Зажигалка, спички
14. Фляга с водой
15. Очки
16. Консервы 14 банок
17. Затычки для ушей
18. Два мотка скотча
19. Зелёная армейская сумка
20. Удлинитель (зеленый)
21. Провода
22. Булочки
23. Перчатки серого цвета

## Смерть Чарльза Уитмена и результаты вскрытия его тела
В 13 часов 24 минуты полицейские из департамента полиции Остина Хьюстон Маккой и Рамиро Мартинес проникли на смотровую площадку 27-го этажа башни. Увидев полицейских, стрелок дважды выстрелил в их сторону, однако промахнулся. Мартинес и Маккой обошли его с тыла и, направив на Уитмена оружие, приказали ему сдаться. Убийца успел повернуть свой карабин в их сторону и попытался выстрелить, но полицейские среагировали быстрее и открыли по нему огонь. Чарльз Джозеф Уитмен получил 8 ранений и был убит на месте.
Согласно письменным указаниям Уитмана и одобрению его отца, его тело после его смерти было вскрыто доктором Колманом де Шенар (Coleman de Chenar). В результате вскрытия в мозгу была обнаружена опухоль, которая была опознана как астроцитома. В дальнейшем было уточнено, что это была глиобластома. Медицинский отчёт гласил, что «не исключено, что причиной неконтролируемых эмоций и действий могла послужить опухоль».
Совместная католическая панихида по Уитмену и его матери состоялась в Лейк-Уэрте, штат Флорида, 5 августа 1966 года. Они были похоронены в мемориальном парке Хиллкрест во Флориде. Так как он был ветераном вооруженных сил, Уитмен был похоронен с воинскими почестями. Его гроб был задрапирован американским флагом.

## Выводы
Случай «Техасского снайпера» стал одним из толчков к созданию в США подразделений специального назначения — SWAT, функция которых состоит в профессиональном разрешении именно таких чрезвычайных ситуаций, с которыми не может справиться полиция.

## В культуре
- 1968 — главный герой фильма Питера Богдановича «Мишени[англ.]» несёт в себе биографические черты Уитмена.
- 1968 — «Возвратившийся Каин» - рассказ Стивена Кинга, где сюжет, во многом, повторяет историю Уитмена. Главный герой так же начинает отстреливать студентов своего университета из крупнокалиберной винтовки.
- 1974 — «Человек, несущий смерть», ученый упоминает Уитмена и его опухоль.
- 1975 — «Башня смерти», роль Чарльза Уитмена исполнил Курт Рассел.
- 1979 - упоминается в романе Стивена Кинга "Мёртвая зона".
- 1982 — «Убивая Америку» — в этом документальном фильме рассказаны и анализированы преступления, происходящие в США во второй половине XX века, в том числе упоминается и Уитмен.
- 1987 — «Цельнометаллическая оболочка» — сержант учебного центра Морской пехоты США Хартман приводит курсантам в пример Уитмена как отличного стрелка и бывшего морского пехотинца.
- 1990 — «Бездельник» — один из персонажей рассказывает о том, что мог бы оказаться в обстреливаемом месте.
- 1991 — упоминается в романе Стивена Кинга «Нужные вещи».
- 1993 — песня группы Macabre «Sniper In The Sky» об Уитмене вошла в EP Nightstalker и альбом Sinister Slaughter.
- 2011 – упоминается в триллере Ноя Хоули "Хороший отец"
- 2015 — ему посвящена 2-я серия фильма «Мозг с Дэвидом Иглманом» как пример важности каждой части мозга.
- 2016 — «Башня[англ.]», режиссёр Кит Мейтленд.
- Был упомянут в шестом эпизоде аниме «Black Lagoon».
- В романе Кристофера Приста «Экстрим»